# TV Globo
TV Globo (cunoscut anterior ca Rede Globo și Rede Globo de Televisão) este o rețea de televiziune braziliană, înființată în 1965 în orașul Rio de Janeiro de către jurnalistul Roberto Marinho. Este în prezent cel mai mare lanț de divertisment din toată America Latină și unul dintre cele mai mari trusturi de televiziune din lume, fiind considerat al treilea ca mărime.

## Istorie

Logo TV Globo folosit din 1976 până în 2008.

Logo TV Globo folosit din 2008.

Rede Globo a început să emită la 1 ianuarie 1964, la Rio de Janeiro pe canalul patru. În ianuarie 1966, Globo a emis prima știre, despre inundațiile de la Rio de Janeiro. La 1 septembrie 1969, a început să transmită Jornal Nacional (din portugheză Jurnalul Național).

## Difuzare
Rede Globo este difuzat în analog și digital, preponderent în zone metropolitane, pe regiuni: Globo Rio de Janeiro (Rio de Janeiro), Globo São Paulo (São Paulo), Globo Brasilia (Brasília), Globo Minas (Belo Horizonte) și Globo Nordeste (Recife).